# 렌즈 후드

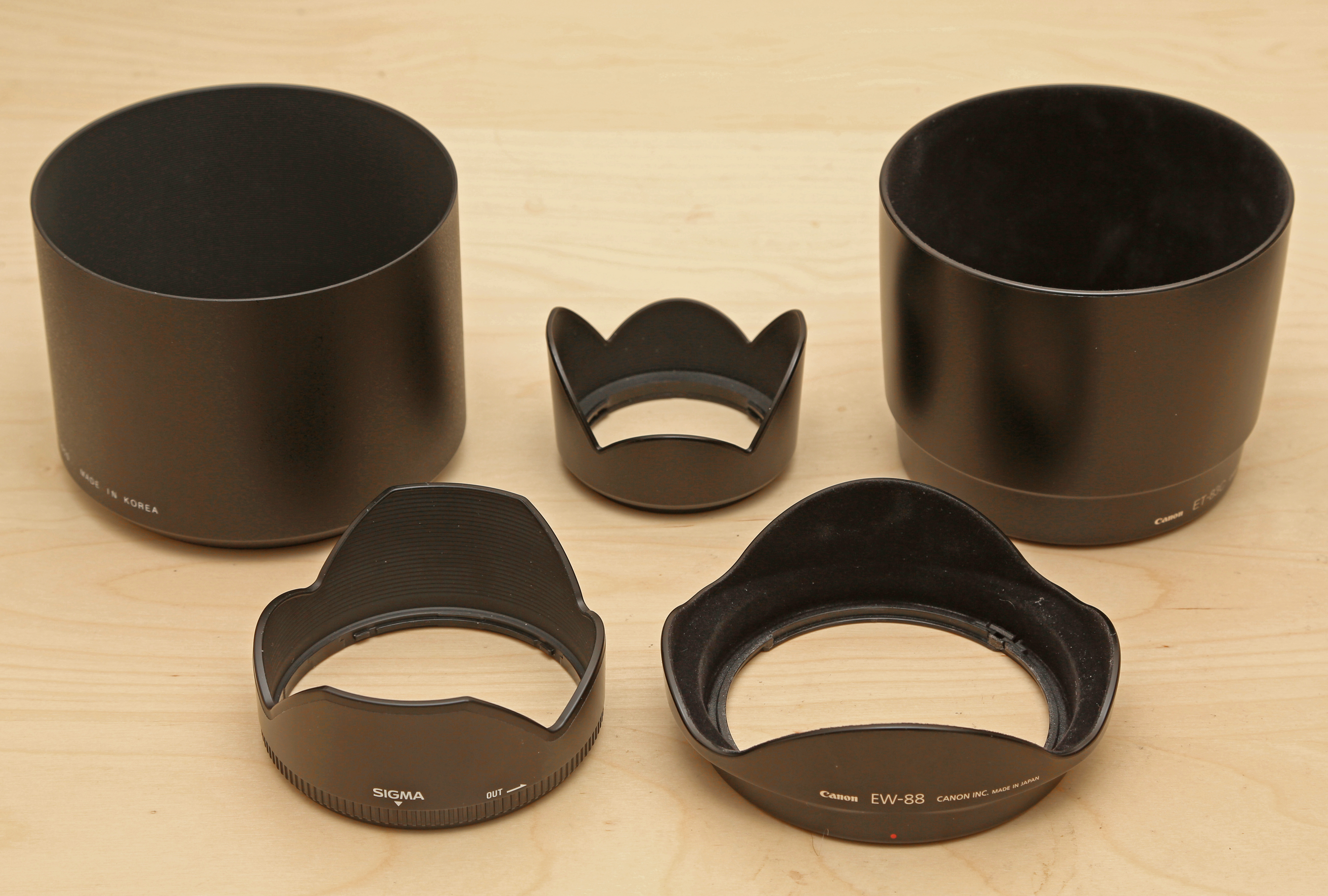
렌즈 후드

렌즈 후드(lens hood) 또는 렌즈 셰이드(lens shade)는 사진술에서 눈부심과 렌즈 플레어를 방지하기 위해 태양이나 기타 광원을 차단하기 위해 렌즈 전면 끝에 사용되는 장치이다. 렌즈 후드를 사용하면 렌즈 덮개를 덮지 않고도 렌즈를 긁힘이나 요소로부터 보호할 수도 있다. 렌즈 후드의 기하학적 구조는 세 가지 변수, 즉 렌즈의 초점 거리, 전면 렌즈 요소의 크기, 카메라의 이미지 센서나 필름 크기에 따라 달라진다.

## 렌즈 플레어의 원인
플레어는 미광이 렌즈의 전면 요소에 부딪힌 다음 렌즈 내에서 반사될 때 발생한다. 이러한 미광은 종종 태양, 밝은 스튜디오 조명 또는 밝은 흰색 배경과 같은 매우 밝은 광원에서 발생한다. 광원이 렌즈 화각 내에 있는 경우 렌즈 후드는 거의 영향을 미치지 않지만 빛이 렌즈 플레어를 유발할 필요는 없다. 밝은 광원의 미광이 렌즈에 들어가는 것으로 충분하다. 최신 렌즈의 다층 코팅은 렌즈 플레어를 줄이는 데에도 도움이 된다.